# Пак Ду Ік
У цьому корейському імені прізвище (Пак) стоїть перед особовим ім'ям.
Пак Ду Ік (кор. 박두익, 朴斗翼, Pak Doo-Ik; народився 17 березня 1942; Пхеньян) — північнокорейський футболіст та тренер.

## Кар'єра
Пак Ду Ік розпочав футбольну кар'єру виступаючи за команду типографії, в якій він працював. В 1965 році потрапив до складу національної збірної КНДР, яка була складена з найкращих футболістів Пхеньяна. Тоді північні корейці брали участь у відбірковому турнірі до чемпіонату світу 1966. Північнокорейці мали грати з командами Південної Кореї та Австралії, проте південнокорейці відмовились від участі, а австралійці програли КНДР з загальним рахунком 9:2. В першому матчі брав участь Пак Ду Ік, він забив один гол. Переможець азійської зони відбору повинен був грати з найкращою африканською командою, щоб потрапити на чемпіонат світу, проте всі африканські команди знялись зі змагань, в знак протесту проти несправедливої, на їх думку, системи відбору. Таким чином збірна КНДР кваліфікувалась на чемпіонат світу. Після успішної кваліфікації всіх гравців взяли на військову службу, а Пак Ду Ік отримав звання капрала.
В фінальному турнірі північнокорейці програли перший матч збірній СРСР, в другому зіграли внічию з Чилі, а в третьому переграли італійців з рахунком 1:0. Цей єдиний м'яч забив Пак Ду Ік. В італійській пресі його називали зубним лікарем, проте він ніколи не працював за цією професією, хоча і отримав освіту стоматолога. В 1/4 фіналу корейці програли Португалії з рахунком 3:5, хоча по ходу поєдинку вигравали 3:0. Після чемпіонату світу, за твердженням французького політолога П'єра Рігуло, всю команду заслали в концентраційні табори за те, що після матчу з Італією корейці всією командою пішли в нічний клуб та вживали алкогольні напої. За іншою версією корейці вивали лише содову. Лише Пак Ду Ік зумів уникнути покарання, оскільки в той час мав проблеми зі здоров'ям та не пішов з командою. Сам Пак Ду Ік спростував інформацію відносно репресії гравців. Після чемпіонату його вислали з Пхеньяна працювати лісорубом. Він завершив кар'єру футболіста та отримав звання сержанта.
В 1970-х роках Пак Ду Ік став головою легкоатлетичного комітету. В 1976 році поїхав зі збірною Північної Кореї на Олімпіаду як головний тренер, де його команда дійшла до 1/4 фіналу.
В 1990-х роках став директором стадіону «1 травня». У 2008 році йому була довірена честь нести олімпійський вогонь.